# Impleta
Impleta är ett släkte av tvåvingar som beskrevs av Eberhard Plassmann 1978. Impleta ingår i familjen svampmyggor.
Kladogram enligt Catalogue of Life och Dyntaxa:
| Impleta | \| \| Impleta consorta \| \| \| \| \| \| Impleta polypori \| \| \| \| |
|         | \| \| Impleta consorta \| \| \| \| \| \| Impleta polypori \| \| \| \| |
|         | Impleta consorta                                                      |
|         |                                                                       |
|         | Impleta polypori                                                      |
|         |                                                                       |